# Zdravko Grebo
Zdravko Grebo (Mostar, 30 juli 1947 – Sarajevo, 29 januari 2019) was een Bosnisch jurist en mensenrechtenactivist. Hij was hoogleraar rechten aan de Universiteit van Sarajevo. Buiten Bosnië dankt hij zijn bekendheid vooral aan zijn pleitbezorging voor verdraagzaamheid in Bosnië.

## Levensloop
Grebo sloot zijn studie in 1976 af met een doctoraat in rechtsgeleerdheid van de Universiteit van Belgrado. Hij staat sinds de oprichting van het Centre for Interdisciplinary Postgraduate Studies (voorheen Law Centre) aan het hoofd van dit centrum. Verder is hij secretaris van Kamer van Rechtswetenschappen van de Academie van Wetenschap en Kunsten van Bosnië en Herzegovina. In zijn academische carrière publiceerde hij een vijftal boeken en honderden wetenschappelijk artikelen op het gebied van rechtsgeleerdheid.
In 1990 was Grebo een van de leidende personen achter het ontwerp van een alternatieve grondwet voor Bosnië. Voor het Open Society Institute richtte hij de sectie van Bosnië en Herzegovina op en zat deze voor van 1992 tot 1997. Verder is hij lid van de Internationale PEN.
In de jaren negentig richtte hij een radiostation op in Sarajevo. Daarnaast produceerde hij de 8 minuten durende documentaire Pismo (Brief), waarin beelden worden getoond uit 1968, toen hij tijdens studentendemonstraties de bruutheid van de politie ervoer, afgewisseld met beelden tijdens de beschietingen van zijn flat in Sarajevo in 1993. In de documentaire worden gruwelijke beelden van de oorlog, zoals bebloede handen van een dood kind, in een schril contrast gezet met de naïviteit van de vredesbetogingen uit de jaren zestig.

## Erkenning
Grebo ontving meerdere wetenschappelijke onderscheidingen, waaronder van de Conferentie van Europese Rectors en versierselen in de Franse Orde van de Academische Palmen.
In 1994 kende het Franklin and Eleanor Roosevelt Institute hem de Four Freedoms Award toe voor vrijwaring van vrees.